# Islas Filipinas
Islas Filipinas – stacja początkowa metra w Madrycie, na linii 7. Znajduje się w dzielnicy Chamberí, w Madrycie i zlokalizowana jest pomiędzy stacjami Guzmán el Bueno i Canal. Została otwarta 12 lutego 1999.